# Micropsectra miki
Micropsectra miki е вид насекомо от разред Двукрили (Diptera), семейство Хирономидни (Chironomidae). Среща се в Италия.